# Volvopluteus asiaticus
A Volvopluteus asiaticus é uma espécie de fungo da família Pluteaceae. O píleo desse cogumelo tem cerca de 7 a 9 cm de diâmetro e é marrom-acinzentado a marrom. As lamelas são inicialmente brancas, mas logo ficam rosadas. O estipe é branco e tem uma volva na base. As características microscópicas e os dados de sequência de DNA são de grande importância para separar esse táxon das espécies relacionadas. A V. asiaticus é uma espécie saprófita que foi originalmente descrita como crescendo no solo, na camada de húmus. Ela só é conhecida de Hokkaido, Japão.

## Taxonomia
A coleção tipo dessa espécie foi originalmente relatada sob o nome de Volvariella gloiocephala por Takehashi e colegas em 2010, embora os dados moleculares indiquem que ela representa uma espécie distinta. A revisão morfológica e os dados de sequência de DNA obtidos desses espécimes mostraram que esse táxon pertence ao gênero Volvopluteus e que é uma espécie separada de todos os outros membros desse gênero.
O epíteto específico asiaticus faz referência ao fato de que essa espécie foi originalmente descrita e, até agora, só é conhecida na Ásia. A coleção tipo dessa espécie está preservada no Museu Nacional de Natureza e Ciência do Japão, em Tóquio.

## Descrição
O píleo tem entre 7 e 9 cm de diâmetro, é mais ou menos ovalado ou cônico quando novo, depois se expande para convexo ou plano, podendo ter um umbo no centro em espécimes maduros; a superfície é marcadamente viscosa em basidiomas frescos, e rugosa, com escamas esbranquiçadas minúsculas e pulverulentas. A cor varia de marrom acinzentado a marrom, com um centro marrom escuro. As lamelas são aglomeradas, livres do estipe, ventriculares, com até 9 mm de largura; brancas quando novas e tornam-se rosadas com a idade. O estipe tem 8,5 a 9,9 cm de comprimento e 0,9 a 2,1 cm de largura, clavado com uma base bulbosa; a superfície é branca, lisa ou estriada. A volva é saciforme, branca e com superfície lisa, com até 4 cm de altura. A carne é branca no estipe e no píleo e não muda de cor quando machucada ou exposta ao ar, mas é marrom-acinzentada escuro logo abaixo da pileipellis. Não foram registrados dados sobre cheiro, sabor e esporada.

### Características microscópicas
Os esporos têm 12 a 14,5 por 7 a 8,5 μm e são elipsoides. Os basídios têm 29 a 45 por 10 a 15 μm e quatro esporos. Os pleurocistídios são de 45 a 85 por 12 a 30 μm, fusiformes ou utriformes, e comumente têm uma excrescência apical de até 10 a 15 μm de comprimento. Os queilocistídios têm 45 a 70 por 14 a 25 μm, em sua maioria lageniformes, alguns clavados, utriformes ou ovalados; eles cobrem completamente a borda da lamela. A pileipellis é uma ixocutis (hifas paralelas largas embutidas em uma matriz gelatinosa), enquanto a estipitipellis é uma cutis (hifas paralelas não embutidas em uma matriz gelatinosa). As vezes, há presença de caulocistídios (cistídios no estipe) que medem de 100 a 250 por 10 a 15 μm, em sua maioria cilíndricos.

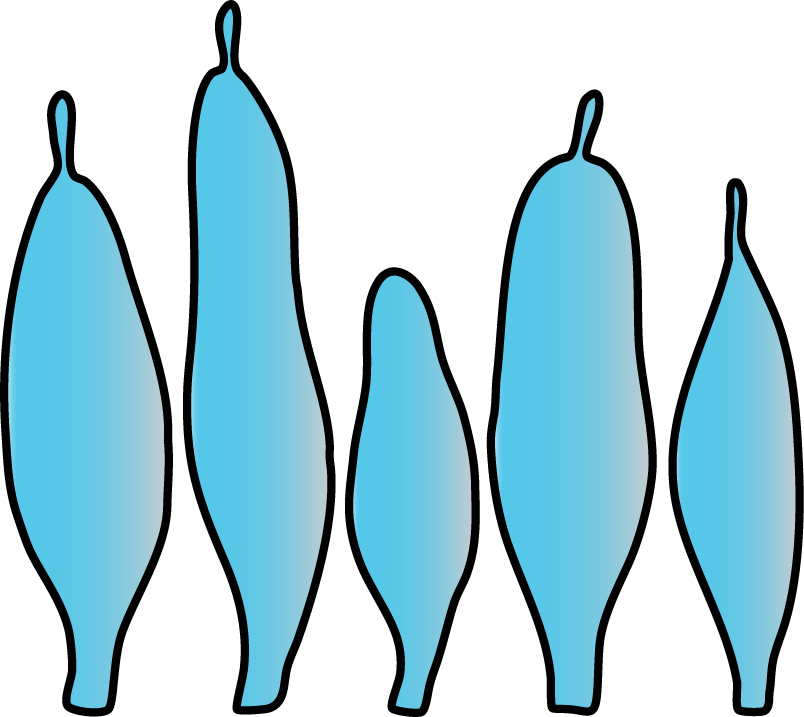
Pleurocistídios
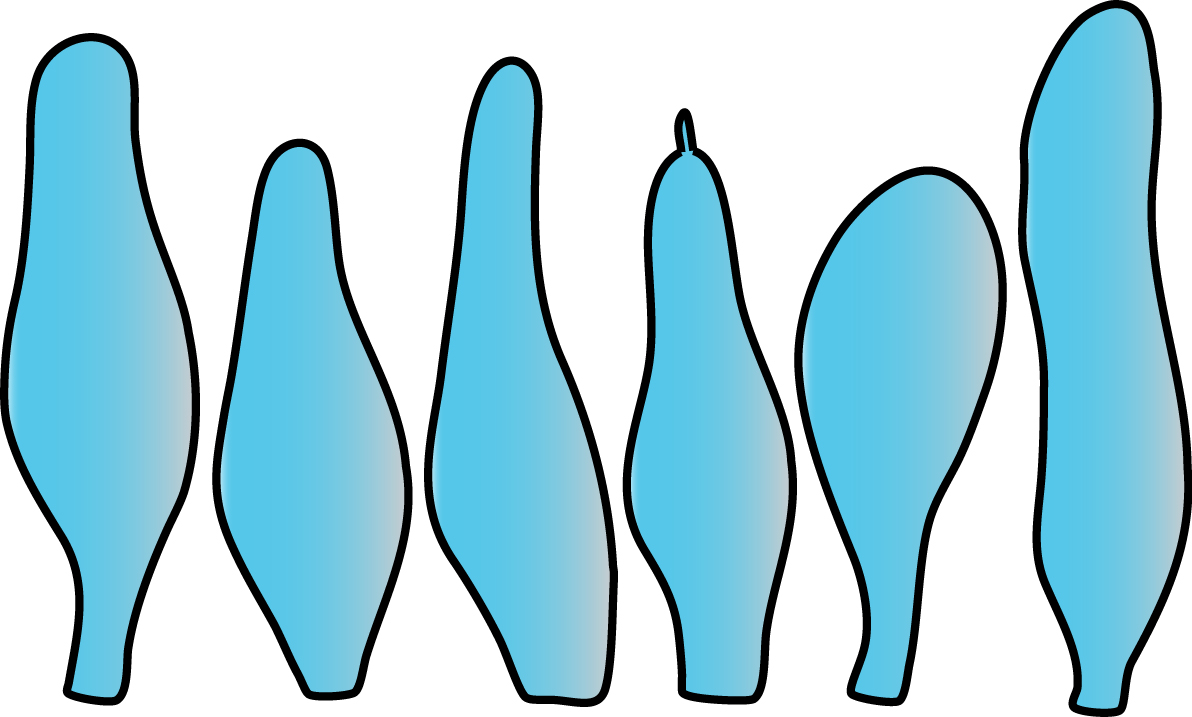
Queilocistídios

### Espécies semelhantes
|  | Volvopluteus earlei                                                                   |
|  |                                                                                       |
|  | \| \| Volvopluteus asiaticus \| \| \| \| \| \| Volvopluteus michiganensis \| \| \| \| |
|  |                                                                                       |
|  | Volvopluteus asiaticus                                                                |
|  |                                                                                       |
|  | Volvopluteus michiganensis                                                            |
|  |                                                                                       |

|  | Volvopluteus asiaticus     |
|  |                            |
|  | Volvopluteus michiganensis |
|  |                            |

|  | Volvopluteus earlei                                                                   |
|  |                                                                                       |
|  | \| \| Volvopluteus asiaticus \| \| \| \| \| \| Volvopluteus michiganensis \| \| \| \| |
|  |                                                                                       |
|  | Volvopluteus asiaticus                                                                |
|  |                                                                                       |
|  | Volvopluteus michiganensis                                                            |
|  |                                                                                       |

|  | Volvopluteus asiaticus     |
|  |                            |
|  | Volvopluteus michiganensis |
|  |                            |

|  | Volvopluteus earlei                                                                   |
|  |                                                                                       |
|  | \| \| Volvopluteus asiaticus \| \| \| \| \| \| Volvopluteus michiganensis \| \| \| \| |
|  |                                                                                       |
|  | Volvopluteus asiaticus                                                                |
|  |                                                                                       |
|  | Volvopluteus michiganensis                                                            |
|  |                                                                                       |

|  | Volvopluteus asiaticus     |
|  |                            |
|  | Volvopluteus michiganensis |
|  |                            |

|  | Volvopluteus earlei                                                                   |
|  |                                                                                       |
|  | \| \| Volvopluteus asiaticus \| \| \| \| \| \| Volvopluteus michiganensis \| \| \| \| |
|  |                                                                                       |
|  | Volvopluteus asiaticus                                                                |
|  |                                                                                       |
|  | Volvopluteus michiganensis                                                            |
|  |                                                                                       |

|  | Volvopluteus asiaticus     |
|  |                            |
|  | Volvopluteus michiganensis |
|  |                            |

As análises moleculares da região espaçadora interna transcrita separam claramente as quatro espécies atualmente reconhecidas em Volvopluteus, mas a identificação morfológica pode ser mais difícil devido à variação morfológica que as vezes se sobrepõe entre as espécies. O tamanho dos basidiomas, a cor do píleo, o tamanho dos esporos, a presença ou ausência de cistídios e a morfologia dos cistídios são os caracteres mais importantes para a delimitação morfológica das espécies no gênero. A Volvopluteus asiaticus se destaca das outras espécies pelos pleurocistídios com excrescências apicais e pelos queilocistídios que são predominantemente lageniformes.

## Habitat e distribuição
O Volvopluteus asiaticus é um cogumelo saprófito. A coleção tipo foi coletada no solo, em uma área de floresta. Essa espécie é conhecida apenas da localidade-tipo: Parque Natural de Tonebetsu em Hokkaido, Japão.

## Links externos
- Volvopluteus asiaticus em Index Fungorum